# ۹۷۳ (خورشیدی)
۹۷۳ نهصد و هفتاد و سومین سال هجری خورشیدی است.

## زادگان
۲۹ شهریور - ابوریحان بیرونی، همه چیزدان ایرانی 